# Columbus (Texas)
Columbus ist die Bezirkshauptstadt und Sitz der Countyverwaltung (County Seat) des Colorado County im US-Bundesstaat Texas in den Vereinigten Staaten. Das U.S. Census Bureau hat bei der Volkszählung 2020 eine Einwohnerzahl von 3699 ermittelt.

## Geographie
Die Stadt liegt nahezu zentral im County im Südosten von Texas, ist im Süden etwa 90 Kilometer vom Golf von Mexiko, im Osten etwa 100 Kilometer von Houston entfernt und hat eine Gesamtfläche von 7,3 km². Eine natürliche Stadtgrenze bildet im Norden und Osten der Colorado River.

## Geschichte
Mitglieder von Stephen F. Austins Old Three Hundred kamen 1821 in diese Gegend und siedelten hier. 1823 hatte sich eine kleine Siedlung namens Beeson's Ferry oder Beeson's Ford gebildet, benannt nach Benjamin Beeson, einem der ersten Siedler und Betreiber der Fähre über den Colorado River. 1835 wurde der Ort in Columbus umbenannt.
Zur Zeit der texanischen Revolution (1835–1836) lebten hier etwa 25 Familien, darunter auch William D. Lacey, einer der Unterzeichner der texanischen Unabhängigkeitserklärung. 1836 wurde Columbus zum Sitz der Countyverwaltung.

## Demographie
Nach der Volkszählung im Jahr 2000 lebten hier 3916 Menschen in 1497 Haushalten und 946 Familien. Die Bevölkerungsdichte betrug 536,2 Einwohner pro km². Ethnisch betrachtet setzte sich die Bevölkerung zusammen aus 66,55 % weißer Bevölkerung, 19,94 % Afroamerikanern, 0,36 % amerikanischen Ureinwohnern, 0,33 % Asiaten, 0,03 % Bewohnern aus dem pazifischen Inselraum und 10,52 % aus anderen ethnischen Gruppen. Etwa 2,27 % waren gemischter Abstammung und 17,62 % der Bevölkerung waren spanischer oder lateinamerikanischer Abstammung.
Von den 1497 Haushalten hatten 28,4 % Kinder unter 18 Jahre, die im Haushalt lebten. 45,8 % davon waren verheiratete, zusammenlebende Paare. 14,0 % waren allein erziehende Mütter und 36,8 % waren keine Familien. 33,0 % aller Haushalte waren Singlehaushalte und in 19,6 % lebten Menschen, die 65 Jahre oder älter waren. Die Durchschnittshaushaltsgröße betrug 2,40 und die durchschnittliche Größe einer Familie belief sich auf 3,04 Personen.
23,4 % der Bevölkerung waren unter 18 Jahre alt, 8,2 % von 18 bis 24, 24,2 % von 25 bis 44, 19,6 % von 45 bis 64, und 24,5 %, die 65 Jahre oder älter waren. Das Durchschnittsalter betrug 40 Jahre. Auf 100 weibliche Personen aller Altersgruppen kamen 88,2 männliche Personen. Auf 100 Frauen im Alter von 18 Jahren und darüber kamen 84,2 Männer.

Das jährliche Durchschnittseinkommen eines Haushalts betrug 29.175 USD, das Durchschnittseinkommen einer Familie 40.197 USD. Männer hatten ein Durchschnittseinkommen von 30.104 USD gegenüber den Frauen mit 19.077 USD. Das Pro-Kopf-Einkommen betrug 15.822 USD. 20,5 % der Bevölkerung und 15,5 % der Familien lebten unterhalb der Armutsgrenze. Davon waren 32,7 % Kinder und Jugendliche unter 18 Jahren und 16,1 % waren 65 oder älter.

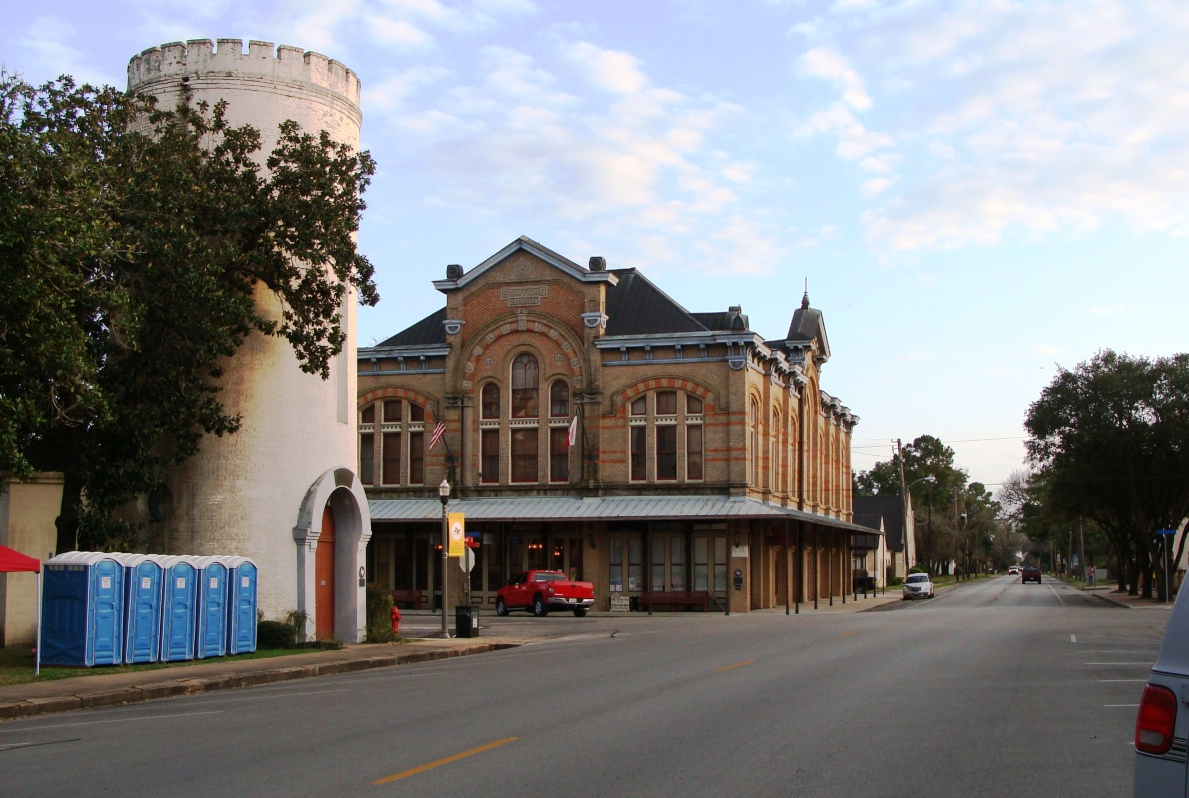
Straße in Columbus
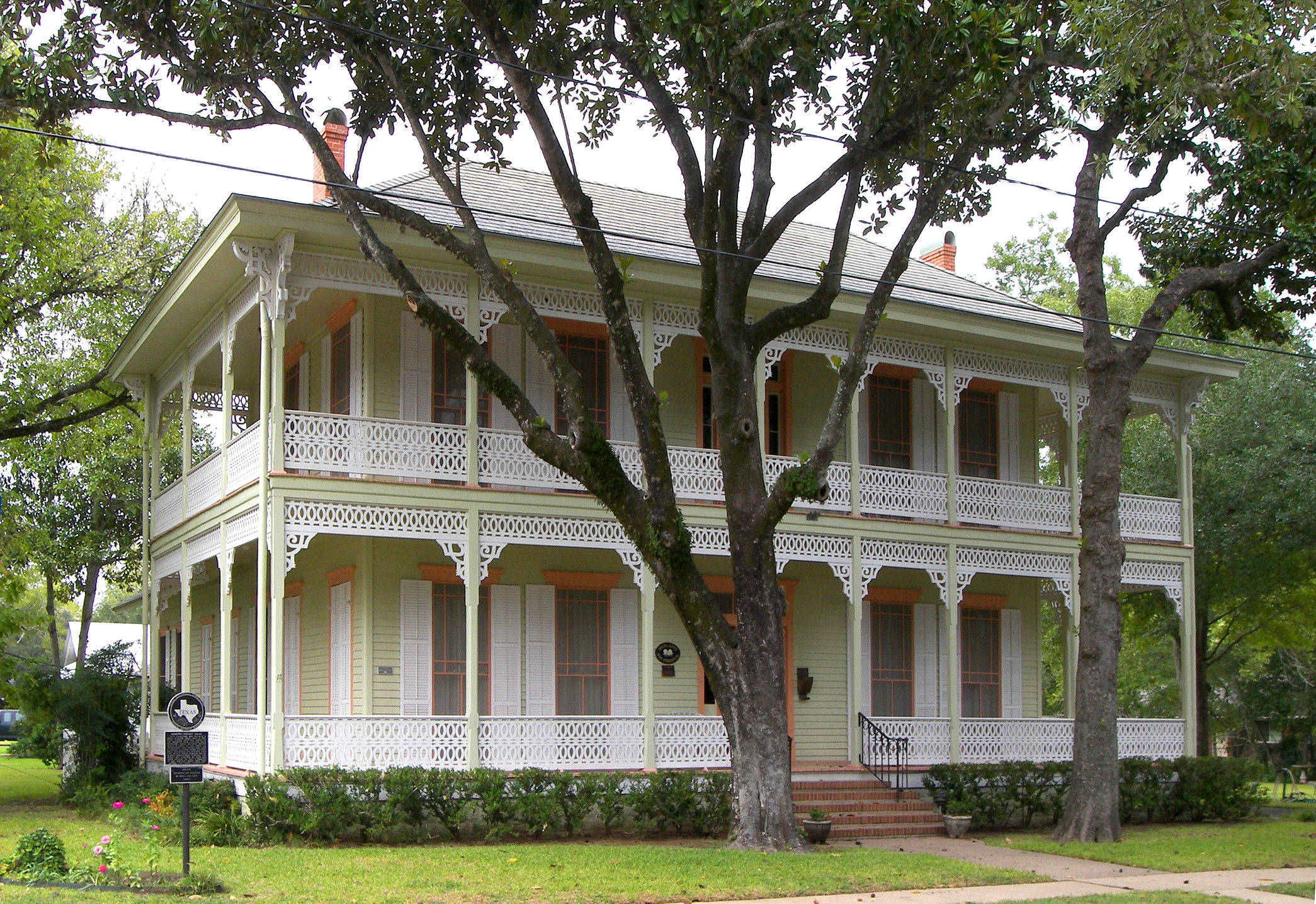
Harrison-Hastedt House, gelistet im NRHP mit der Nr. 04000231
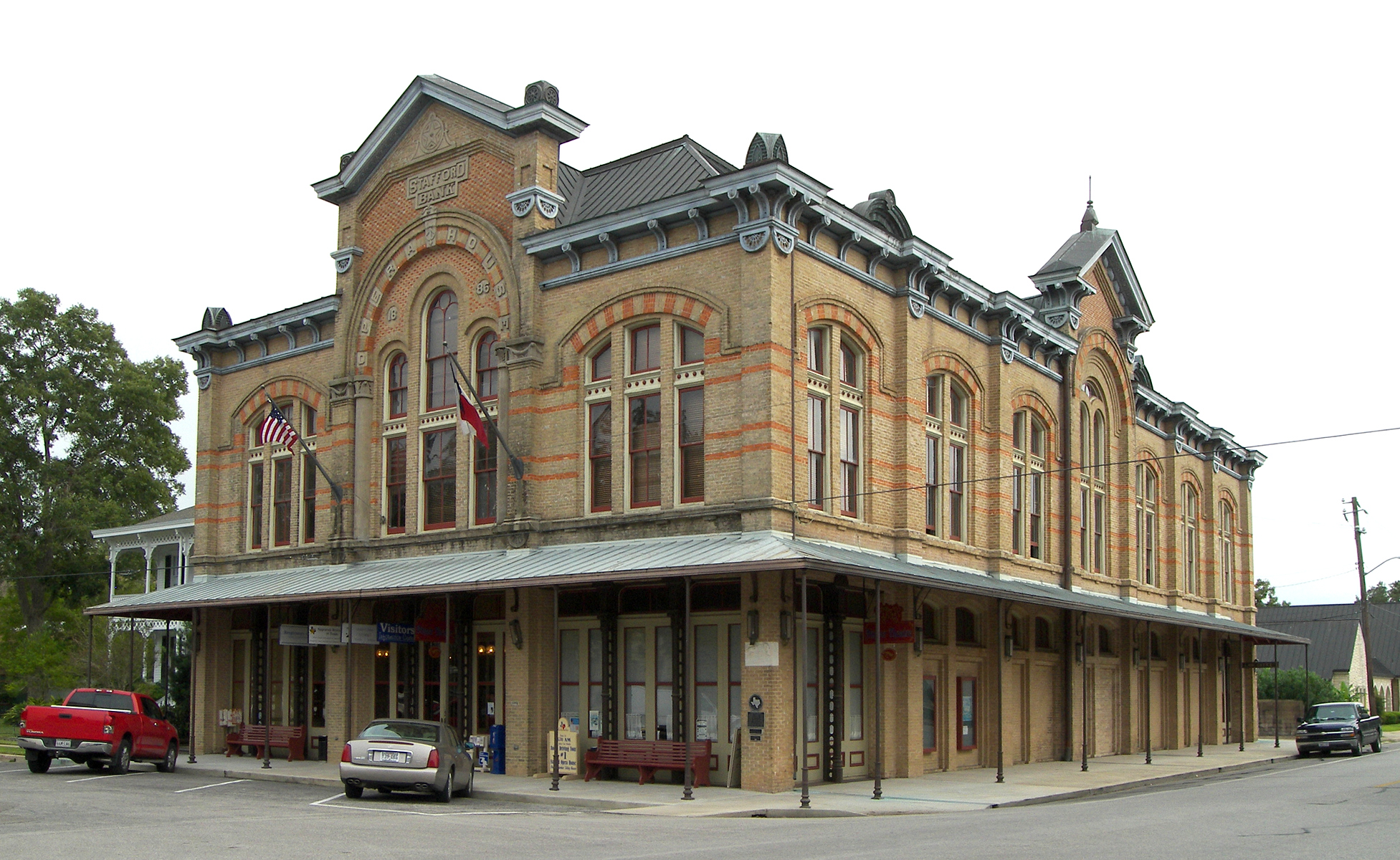
Stafford Bank and Opera House, gelistet im NRHP mit der Nr. 73002276